# Компакт-диск
Компакт-диск (транскрибован превод од енгл. compact disc), познат по свом акрониму ЦД (од енгл. CD), је оптички медијум за чување дигиталних (цифарских) података. Први примерци компакт-диска су произведени почетком 1980-их година у предузећима Филипс и Сони, и то као медијуми за чување музичких података и замјена за тадашњи стандардни носач звука — грамофонску плочу. Касније је тај формат проширен на снимање и других врста података. Као ЦД-РОМ (енгл. CD-ROM, скраћено од compact disk - read-only memory) се крајем 20. вијека користио као медијум за снимање свих врста података за личне рачунаре.

## Читач компакт-дискова
ЦД читач је уређај који оптички ускладиштене податке на компакт-диску претвара у електричне сигнале тако што се информација чита усмјеравањем црвеног или зеленог ласерског зрака на површину диска и детекцијом интензитета рефлексије, који зависи од постојања јама/рупица (енгл. pit) и површи (енгл. land) на рефлектујућем слоју диска. Светлост рефлектована (одбијена) из јаме има много слабији интензитет (јачину) од светлости рефлектоване са површи. 
Рефлектована свјетлост са површи и јама се преко сложеног система сочива и огледала преноси до фотодиода или ЦЦД-а које могу да детектују разлике у интензитету светлости и да те разлике претворе у електричне сигнале (јединице и нуле). Ове импулсе декодира управљачка логика уређаја и у облику дигиталних података, преко сучеља, шаљу на матичну плочу рачунара.

## Карактеристике медијума и уређаја
На компакт-диску постоји спирална стаза која почиње од центра, а завршава се на 5 мм од обода диска. Две суседне траке се налазе на растојању од 1,6 микрометара (микрона). Јаме и површи се налазе на спиралној стази и дужине су око 1 микрометар (микрон).
Подаци се на компакт-диск уписују почевши од центра диска ка периферији. Густина записа је константна по јединици површине, без обзира да ли се подаци налазе на ободу или при центру диска. Како се диск у уређају за читање компакт-дискова окреће константном угаоном брзином, слично као и код чврстог (енгл. hard) диска, то има за последицу да се подаци брже читају са спољних него са унутрашњих стаза. The distance between the tracks (the pitch) is 1.6 µm.
На сваком компакт-диску се, поред података који се на њему складиште, налазе и додатне информације које служе за синхронизацију (уједначавање) и корекцију (исправку) грешака. Овим информацијама се поправља поузданост и прецизност до нивоа који су прихватљиви за сигурно складиштење података. Оне заузимају око 13% капацитета диска, видљиве су голим оком али невидљиве су софтверски за корисника уређаја. Остатак од 87%, је величина која се декларише као капацитет диска и служи за складиштење корисних података.
Капацитет компакт-диска може бити 650, 700 и 800 мегабајта.
Брзина рада ЦД уређаја се декларише у умношцима брзине читања музичког ЦД-а, која износи 150 KB/s. Тако једнобрзински ЦД уређај (или 1x) чита податке брзином од 150 KB/с, док савремени педесетдвобрзински читачи компакт-дискова (односно 52x) читају податке брзином од 7800 KB/с. Треба напоменути да се декларисана брзина, односи на брзину читања података са крајње спољне траке, док је брзина читања са крајње унутрашње траке више него дупло мања.
Стандардни ЦД-РОМ садржи 333.000 сектора, а сваки сектор 2352 бајтова. Зависно од методе за препознавање грешке (енгл. Error correction), од ових 2352 може бити расположиво 2024 или 2336 (углавном за видео) или свих 2352 бајтова (само за аудио). Преостали битови у сектору служе за препознавање и исправљање грешке.
| Величина            | Аудио Капацитет | Капацитет података | Напомена                      |
| ------------------- | --------------- | ------------------ | ----------------------------- |
| 12 cm               | 74–99 min       | 650–870 MB         | Стандардна величина           |
| 8 cm                | 21–24 min       | 185–210 MB         | Мини-CD величина                |
| 85x54 mm - 86x64 mm | ~6 min          | 10-65 MB           | „Business card“ величина („визит-картице“) |

## технологија
Карактеристике  технологије су спецификоване 1990. године, а холандски Филипс је био први на тржишту са CD-R уређајима средином 1993. године. Сви новији CD-R уређаји подржавају све ЦД формате, а осим снимања раде и као ЦД-РОМ читачи. 
Главни разлог због кога ЦД уређаји нису били у стању да пишу по ЦД дисковима је био тај што су нуле и јединице биле физички утискиване у пластични супстрат који је пресвлачен атомским слојем сребра.
CD-R дискови имају супстрат на који је уштампана „празна“ спирала (енгл. spiral pre-groove). Ова спирала служи CD-R уређају да је прати приликом уписа. На супстрат се наноси специјалан фотосензитивни (односно снимајући) слој, на њега веома танак рефлектујући слој од сребра или злата и на крају долази заштитни слој, који представља горњу површину диска. Боја CD-R дискова зависи од комбинације боје и типа фотосензитивног слоја и рефлектујућег слоја, тако да комбинације ова два слоја имају зелену, златну, плаву или сребрну боју. 
Најзначајнији од ових слојева је фотосензитивни слој, који има таква својства да када се осветли ласерском светлошћу тачно одређеног типа и интензитета, убрзано греје и мења хемијски састав. Као резултат овог „пржења“, тј. промене хемијског састава површина која је „спржена“ рефлектује мање светла него она која није „спржена“, тј. еквивалентна је јами. На овај начин цео снимљени диск је издељен на делове који су или „спржени“ (0) или нису „спржени“ (1), исто као што класични компакт-дискови имају јаме и рефлектујуће површи. Овако снимљени CD-R дискови могу да се читају на сваком ЦД-РОМ читачу, као да се ради о фабрички урезаном ЦД-РОМ диску.
Пошто CD-R медијум на „спрженим“ деловима трајно мења хемијску структуру и физичка својства, једном снимљен диск се не може преснимити или обрисати. Техником мултисесија (више „сеанси“) се дозвољава да се на диск који није искоришћен до краја или на коме је само део искоришћен досними још података, али се губи 13 MB за сваку нову сесију („сеансу“).
Карактеристике CD-RW, иако раде на сличном принципу, представљају другачију филозофију. CD-RW диск, уместо фотосензитивног слоја има три нова слоја: доњи диелектрик, фазно променљиви (снимајући) слој и горњи диелектрик. Диелектрични слојеви служе да одвлаче топлоту са снимајућег слоја. Кад је диск празан, снимајући слој је кристализован и у том стању рефлектује сву светлост. Кад ласер за снимање загреје тачке на њему изнад температуре топљења (500-700°C), смеша на том месту прелази у течно стање, а ако се то место одмах охлади, остаје у аморфном стању у којем скоро потпуно апсорбује светлост. Брисање се врши кад се аморфни слој загреје на температуру кристализације и тако држи одређено време, а затим охлади чиме се враћа се у кристализовано стање. 
Подаци се на CD-RW дискове генерално снимају спорије него на класичне CD-R дискове. Прва генерација дискова подржава брзине снимања од 1x до 4x. Високобрзински RW дискови подржавају брзину снимања од 4x до 16x, док ултра брзински дискови за сада подржавају брзине од 16x до 32x.

## Историја
Седамдесетих година 20. вијека инжењери многих компанија из свјетске електронске индустрије су експериментисали са снимањем музике. Први прототипови су се заснивали на магнетним медијима за снимање, као на пример класична аудио-касета. Као прво на тржишту се 1977. појавило рјешење фирме Сони засновано на бетамакс-видео-рекордеру. Купци ипак нису били задовољни тим незграпним уређајем и његовим квалитетом снимања. Сони је даље развијао специјалне методе побољшавања квалитета звука и за уклањање масивних звучних сметњи при снимању звука. Као тест тих нових метода је у септембру 1978. тајно снимљена проба концерта Херберта фон Карајана. Касније је господин Херберт фон Карајан од стране Сонија позван да дâ оцјену квалитета звука направљених снимака.
У исто вријеме је фирма Филипс радила на оптичком снимању слике, које је требало да револуционира видео-технику. Брзо се развила идеја, ту технологију користити и за снимање дигиталног звука. Обје фирме су се убрзо нашле конфронтиране (сукобљене) са следећим проблемом:
На тада планиране плоче пречника 30 центиметара, при снимању могли су да сниме око 30 минута видео материјала или 13 сати и 20 минута аудио материјала! Радницима Сонија је било јасно - да је из економских разлога (са становишта музичке индустрије) такав концепт неодржив. Обје фирме су одбациле ту технологију, односно тај формат носача звука.
Тражећи погодан формат, као и оптималну количину, односно дужину звучног материјала, су се на Сонијев приједлог обје фирме договориле да на тај будући носач звука мора стати бар Бетовенова девета симфонија у пуној дужини. Тај приједлог је потицао од тадашњег потпредсједника Сонија Норија Оге, који је био образовани оперски пјевач, и који је већ дуго имао жељу да слуша Бетовенову девету у једном дијелу, без мијењања носача звука. Огова омиљена верзија Херберта фон Карајана трајала је 66 минута, док су се техничари оријентисали по тада најдужој верзији Вилхелма Фуртвенглера. Снимак из 1951. године трајао је тачно 74 минута. Тих 74 минута су, прерачунато на потребан пречник носача звука за ту количину звучног материјала, значили пречник од 12 центиметара. 1980. године је од стране тих фирми објављен стандард за снимање аудио података (енгл. Rainbow Books). 1. октобра 1982. је изашао први уређај за слушање (енгл. CD player — ЦД плејер) а већ 1988. године је произвођено 100 милиона компакт-дискова годишње.
Код пречника отвора у средини (14 милиметара) су Холанђани (Филипс) водили главну ријеч. Као упоредна вриједност за ту величину је коришћен пречник тада најмањег новчића на свијету - холандских 10-центи (такозвани дубелтје).